# Bungarotoxina

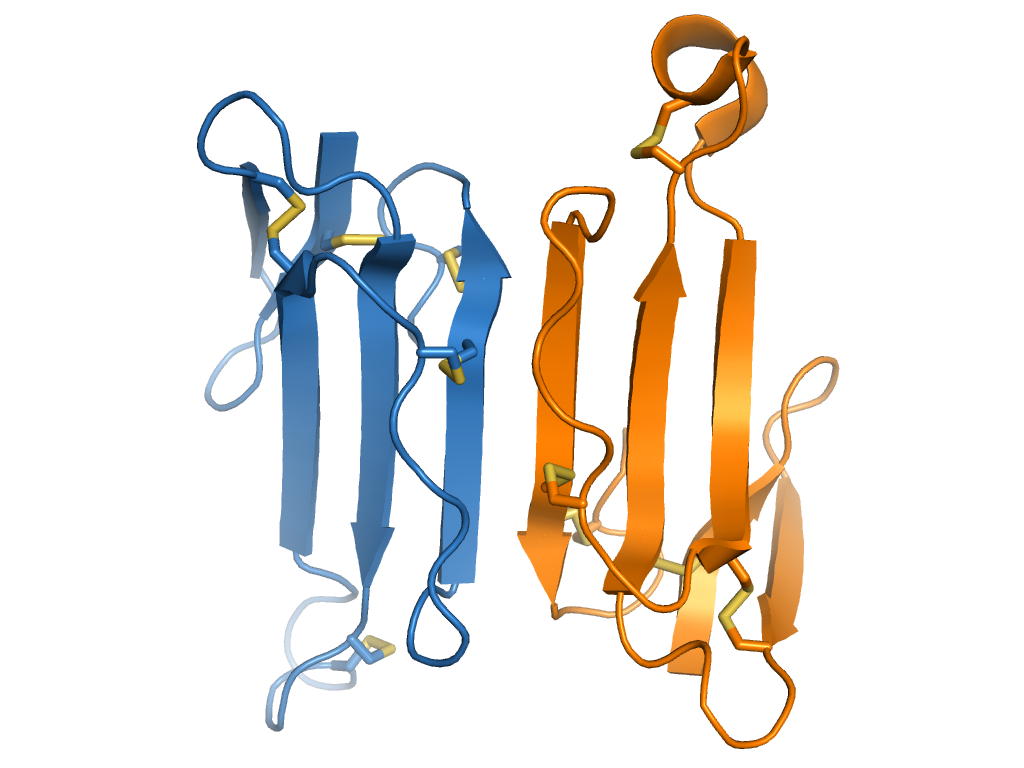
Estructura de las Bungarotoxina.

La Bungarotoxina es una toxina de la serpiente krait (Bungarus multicinctus).
Es una potente neurotoxina que consiste en un polipéptido que se obtiene del veneno de la serpiente krait y produce tres fracciones electroforéticas de las cuales una designada α se usa especialmente para marcar los receptores de la acetilcolina en las uniones neuromusculares porque se une irreversiblemente a ellos y bloquea su actividad. —a menudo se usan una de las letras griegas α-, β-, o γ- para indicar la fracción electroforética.
El receptor nicotínico de la acetilcolina (nAChR) tiene dos sitios de unión para las neurotoxinas de serpientes venenosas krait rayada (B. multicinctus) del sudeste asiático. La alpha-bungarotoxina, es una larga neurotoxina que bloquea competitivamente los receptores nAChR en el sitio de unión de la acetilcolina en una forma relativamente irreversible.

## Tipos
- Alfa-Bungarotoxina
- Beta-Bungarotoxina
- Gamma-Bungarotoxona
- Kappa bungarotoxina

## Mordeduras de serpiente
La investigación con bungarotoxinas ha sido importante para mejorar la comprensión de la neurotransmisión. Además, las mordeduras de serpientes y kraits y el envenenamiento causan una morbilidad significativa; comprender el mecanismo por el cual funcionan las bungarotoxinas puede mejorar las opciones de tratamiento en tales situaciones. Según la Organización Mundial de la Salud, aproximadamente 5,4 millones de personas son mordidas por serpientes cada año y 2,7 millones de personas son envenenadas. La mayoría de estos casos ocurren en África, Asia y América Latina y los resultados pueden ser debilitantes si no se tratan de inmediato. Los síntomas de envenenamiento incluyen dificultad para respirar, debilidad o parálisis, dificultad para tragar y daño en la piel en el sitio de la picadura. Los síntomas pueden empeorar o progresar más rápido en los niños y, en casos graves, pueden provocar amputaciones de extremidades, parálisis prolongada, deficiencias permanentes o la muerte. Si bien el tratamiento incluye la administración de anticolinérgicos y antídotos, el antídoto es costoso y no está fácilmente disponible, en particular para las poblaciones que más lo necesitan. Cuando los pacientes son tratados con anticolinérgicos y antídotos, a menudo se retrasa la recuperación de la parálisis. Esto se ha atribuido al componente β-BTX del veneno, que constituye el 20 % del veneno y es la toxina más potente.

## Mecanismo de acción
Las bungarotoxinas funcionan modulando la neurotransmisión de acetilcolina tanto en los músculos como en las neuronas. La α-bungarotoxina bloquea irreversiblemente la unión de la acetilcolina (ACh) a los receptores de acetilcolina nicotínicos postsinápticos (nAchR) tanto en el músculo como en las neuronas. Además de encontrarse en el veneno de los kraits, también se encuentra en los venenos de otros elápidos terrestres y en las serpientes marinas. De manera similar, la κ-bungarotoxina actúa para bloquear los nAchR postsinápticos, pero su efecto es principalmente sobre los receptores neuronales más que sobre los receptores nicotínicos musculares. Por el contrario, las bungarotoxinas β y γ actúan de forma presináptica para provocar una liberación excesiva de acetilcolina y el consiguiente agotamiento, lo que provoca parálisis.

## Estructura
La familia de proteínas de tres dedos es una familia de proteínas que comparten una estructura tridimensional similar. Se encuentran en una amplia variedad de organismos, incluidas las serpientes. En serpientes y kraits, las toxinas venenosas consisten en gran parte en aquellas con una estructura de tres dedos. La estructura de la α-BTX ha sido la más estudiada; su estructura de tres dedos consta de un núcleo hidrofóbico globular desde el cual se extienden 3 bucles de lámina plegada beta, así como un extremo C. Dentro de la familia de las α-neurotoxinas de tres dedos, la estructura de la proteína se subcategoriza adicionalmente como α-neurotoxinas de cadena corta, cadena larga, cadena larga atípica y no convencionales. Esta subclasificación describe aspectos estructurales adicionales de la toxina, así como los receptores sobre los que actúan. Por ejemplo, la α-BTX es una toxina de cadena larga, lo que significa que está compuesta de 66 a 70 aminoácidos y posee una estructura de tres dedos. Las toxinas de cadena larga actúan sobre el nAchR tanto en el músculo como en las neuronas, mientras que las α-neurotoxinas de cadena corta actúan sobre el nAchR solo en el músculo. Si bien todas las neurotoxinas α de la familia de los tres dedos actuarán sobre el nAchR muscular, estas diferencias en la estructura determinan la selectividad de la toxina por su receptor, así como la afinidad y la disociación.